# Бегбедер, Фредерик
Фредери́к Бегбеде́р (фр. Frédéric Beigbeder, род. 21 сентября 1965, Нёйи-сюр-Сен) — французский прозаик, публицист, литературный критик и редактор.

## Биография

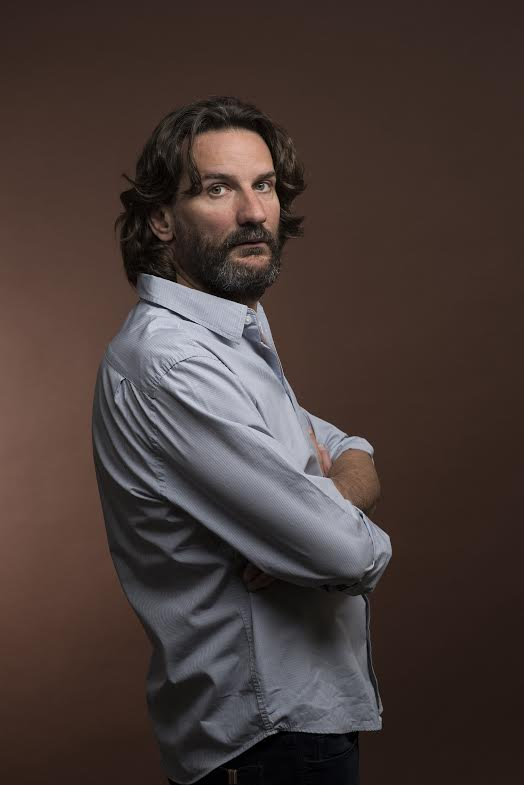

Фредерик Бегбедер родился в Нёйи-сюр-Сен. Мать Бегбедера Кристин де Шатенье — переводчик на французский язык дамских романов (в частности, произведений Барбары Картленд), а отец, Жан-Мишель Бегбедер, — профессиональный рекрутёр. Брат Шарль Бегбедер — основатель брокерской конторы Selftrade и первой во Франции частной электросети Poweo.
Бегбедер получил диплом Парижского института политических исследований, а затем диплом DESS в области рекламы и маркетинга в Высшей школе информации и коммуникации.
В итоге он стал копирайтером в крупном рекламном агентстве Young and Rubicam. Одновременно сотрудничал в качестве литературного критика в журналах Elle, Paris Match, Voici ou encore VSD. Также он состоял в команде литературных критиков в радиопередаче Жерома Гарсена «Маска и перо» на станции France Inter. Он был уволен из Young and Rubicam через некоторое время после выхода в свет романа «99 франков» (впоследствии переименованного в «14,99 евро»), представляющего собой сатиру и обличение рекламного бизнеса.
Позднее он стал вести свою собственную телепередачу о литературе «Книги и я» на канале «Paris Première». За этим последовала попытка вести передачу l’Hypershow на Canal+, вскоре закрытую руководством канала.
Был бесплатным консультантом Робера Ю на президентских выборах 2002 года, хотя в ФКП не состоит.
В 2019 году стал лауреатом международной премии Terra Incognita Awards.
Был номинирован на премию Саши Чёрного.
В декабре 2023 года был взят под стражу по делу об изнасиловании, позже его отпустили.

## Творчество и жизнь в литературе

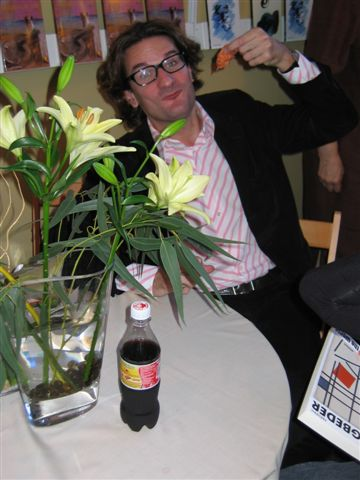
Фредерик Бегбедер в Польше.

В январе 2003 издательская группа Flammarion предложила Бегбедеру место редактора. Первой книгой, выбранной Бегбедером, оказался роман Лолы Лафон «Непреодолимое возбуждение». Это было время его участия в антиглобалистском движении и анархистской группе Black Blocs.
Бегбедер предпочитает сумасбродные сюжеты с героями, похожими на него самого.
Кроме того, он выступил основателем литературной премии, которой удостоились, в частности, книги Мишеля Уэльбека и Виржини Депант, и даже отметился в кинематографе — снялся в эпизодической роли в порнографическом фильме «Дочь лодочника» (с участием звезды жанра Эстель Дезанж).
Заслуженную славу одного из самых интересных современных французских писателей Фредерику Бегбедеру принесли романы «Воспоминания необразумившегося молодого человека» (1990), «Каникулы в коме» (1995), «Любовь живёт три года» (1997), «Рассказики под экстази» (1999), «Романтический эгоист», «99 франков», ставший лидером книжных продаж 2000 года во Франции.

## Творчество

### Романы
- «Воспоминания необразумившегося молодого человека» / Mémoire d’un jeune homme dérangé (1990, рус. перевод 2003 ISBN 5-89091-224-0). Название пародирует заглавие известной книги Симоны де Бовуар Mémoires d’une jeune fille rangée («Мемуары благовоспитанной девицы»).
- «Каникулы в коме» / Vacances dans le coma (1994, рус. перевод 2002 ISBN 5-94145-097-4)
- «Любовь живёт три года» / L’amour dure trois ans (1997, рус. перевод 2003 ISBN 5-94145-119-9)
- «99 франков» / 99 francs (2000, рус. перевод 2002 ISBN 5-94145-073-7)
- «Окна в мир» / Windows on the world (2002, рус. перевод 2004 ISBN 5-94145-253-5)
- «Романтический эгоист» / L'égoïste romantique (2005, рус. перевод 2006 ISBN 5-94145-369-8)
- «Идеаль» / Au secours pardon (2007, рус. перевод 2007 ISBN 978-5-94145-485-3)
- «Французский роман» / Un roman français (2009, рус. перевод 2010 ISBN 978-5-389-00779-6)
- «Уна & Сэлинджер» / Oona & Salinger (2014, рус. перевод 2015 ISBN 978-5-389-09990-6)
- «Вечная жизнь» / Une vie sans fin (2018, рус. перевод 2018 ISBN 978-5-389-14536-8)
- «Человек, который плакал от смеха» / L’Homme qui pleure de rire (2020, рус.перевод 2020 ISBN 978-5-907220-53-9)

### Рассказы
- «Рассказики под экстази» / Nouvelles sous Ecstasy (1999, рус. перевод 2003 ISBN 5-89091-223-2)

### Эссе
- «Лучшие книги XX века. Последняя опись перед распродажей» / Dernier inventaire avant liquidation (2001, рус. перевод 2006 ISBN 5-98358-064-7)
- «Конец света. Первые итоги» / Premier bilan après l’Apocalypse (2011, рус. перевод 2013 ISBN 978-5-389-04321-3)

### Интервью
- «Я верую — Я тоже нет!» Диалог между епископом и нечестивцем при посредничестве Рене Гиттона. / Je crois Moi non plus: Dialogue entre un évêque et un mécréant (2004)

### Комиксы
- «Оставаться нормальным» / «Rester Normal» (2002)
- «Оставаться нормальным в Сен-Тропе» / «Rester Normal à Saint-Tropez» (2004)

## Фильмография

### Актёр
- 2007 — 99 франков / 99 francs
- 2011 — Славный городок / Beur sur la ville
- 2011 — Любовь живёт три года / L’amour dure trois ans
- 2016 — Идеаль / L'Ideal
- 2019 — Элефант (Россия)

### Режиссёр
- 2011 — Любовь живёт три года / L’amour dure trois ans
- 2016 — Идеаль / L'Ideal